# LuFisto
LuFisto, pseudonimo di Gen Goulet (Sorel-Tracy, 15 febbraio 1980), è una wrestler canadese.

## Carriera nel wrestling

### 1997-1998
La Goulet ha cominciato l'allenamento quando aveva 17 anni a Sorel, Quebec, Canada, la sua città natale. Il 23 giugno 1997 ha fatto il suo debutto nel pro wrestling a St-Leonard-d'Aston, Quebec, sotto il ring name di Lucifer. Si è poi trasferita a Montréal dove si è unita alla RWR e alla NCW. Il suo primo viaggio negli Stati Uniti è stato nel 1998, lottando per la Eastern Township Wrestling Alliance, dove ha modificato il suo nome in Lucy Fer.

### 1998-1999
Nel tardo 1998 si è unita alla Eastern Wrestling Alliance sotto il nome di "Luscious Lucy" come valletta di "Centerfold" Steve Ramsey. Ha inoltre iniziato ad apparire per la Green Mountain Wrestling nel Vermont a questo punto della sua carriera. Per la metà del 1999, lavorando per la International Wrestling 2000 nel Quebec, The Mountie Jacques Rougeau ha cambiato il suo nome in Precious Lucy. Nella EWA la Goulet ha lottato in coppia con Mark "Jaguar" Nugera e il Manager Joshua Shea nel team dei "Partners in Crime" in diversi incontri a coppia mista e anche singles match. Precius Lucy è anche diventata la prima donna in Quebec a vincere un titolo maschile nella ICW battendo Serge Proulx con in palio l'ICW Provincial Championship. È qui che inoltre ha sviluppato il suo stile hardcore.

### 2000-2005
Nel 2002 era programmato un match hardcore con un il Wrestler Bloody Bill Skullion, anch'esso dell'Ontario nel Main Event della Blood, Sweat N' Ears. La Commissione Atletica dell'Ontario, citando il regolamento che dichiarava che le donne e gli uomini non potessero lottare tra di loro, hanno evitato di rilasciare la licenza allo show. Questo essenzialmente si trasformò in un ban di LuFisto nelle scene indipendenti dell'Ontario. La Goulet ha poi presentato una lamentela con la Commissione dei Diritti Umani dell'Ontario. Il 26 febbraio 2006 la OHRC ha informato la Goulet che avevano convinto la OAC ad annullare il loro regolamento. La OAC successivamente ha annullato la maggior parte dei regolamenti che affliggevano il wrestling professionistico nell'Ontario, una mossa che ha rimosso un mucchio di burocrazia che soffocava le scene indy dell'Ontario
La Goulet ha lavorato principalmente per la National Wrestling Alliance del Quebec, dove è capo allenatrice (insieme a Dru Onyx) della loro scuola di Wrestling, la "Camera delle Torture di Onyx e LuFisto".

### 2006-oggi

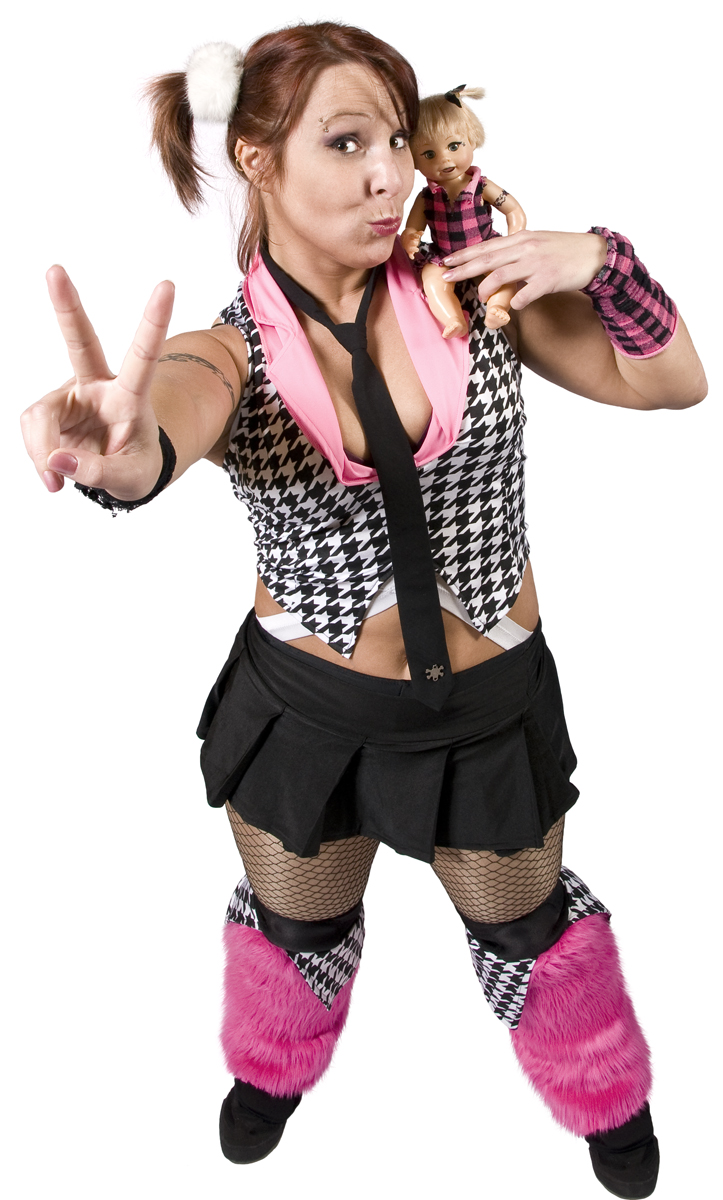
LuFisto 2009

Ha anche lavorato per la Combat Zone Wrestling dove, il 12 agosto 2006, in Philadelphia, Pennsylvania, LuFisto è diventata la prima donna a vincere il CZW Iron Man Championship schierando Kevin Steen per vincere il titolo.
Il 29 ottobre 2006 ha vinto il Torneo Stranglehold Wrestling Death Match, il primo torneo deathmatch in Canada. Nel primo round ha battuto Juggulator, nel second Skullion in un match coi neon e ha sconfitto Necro Butcher nelle finali vincendo il torneo. Il 9 dicembre, dopo un tag team match all'evento CZW Cage of Death è diventata la prima donna a combattere all'interno del Cage of Death Match quando si è aggiunta all'ultimo minuto in un match che ha visto coinvolti Zandig, Nick Gage e Lobo. Nick ha vinto il match schierando Zandig.
L'8 gennaio 2007 comunque ha annunciato sul suo sito internet un possibile ritiro a causa di un problema alla schiena e che avrebbe reso vacante il suo CZW Iron Man Championship.
LuFisto ha fatto la sua prima apparizione in un ring di wrestling dall'infortunio il 13 aprile 2007 per l'Association de Lutte Fèminine (ALF) a Montréal, come l'arbitro speciale in un match per il titolo ALF tra Stefany Sinclair e Kacey Diamond.
Il 22 settembre 2007 LuFisto ha fatto il suo ritorno alla IWS allo Show Blood, Sweat and Beers nel quale ha perso un match contro Damian.
Il 27 ottobre 2007 LuFisto è entrata nell'IWA Mid South Queen of the Deathmatch 2007 dove ha sconfitto Mickie Knuckles in finale vincendo il titolo di Queen of the Deathmatch. Ha poi annunciato anche il suo ritorno per la Combat Zone Wrestling.
Il 12 settembre 2008 LuFisto ha vinto il vacante ALF Championship sconfiggendo Kacey Diamond.

### SHIMMER Women Athletes (2006, 2008 - oggi)
Ha debuttato in SHIMMER il 24 ottobre 2006 a Berwyn, Illinois. Ha perso il suo primo match contro Mercedes Martinez ma è tornata per un secondo match che ha vinto sconfiggendo Allison Danger. Il 5 luglio 2008 LuFisto è ritornata in SHIMMER ai tapings dei Volumi 19 e 20 sconfiggendo Rain nel Volume 19 e perdendo contro Cheerleader Melissa in un match che ha ottenuto una standing ovation dal pubblico nel Volume 20. Il 19 ottobre 2008 LuFisto ha fatto coppia con Jennifer Blake come le "Suicide Blondes" prendendo parte al Gauntlet Match per gli SHIMMER Tag Team Titles. Sono state in grado di eliminare le Canadian NINJAS (Portia Perez e Nicole Matthews) ma hanno perso contro le International Home Wrecking Crew (Rain e Jetta) dopo che la wrestler inglese ha colpito Jennifer con un tirapugni. Nel Volume 22 LuFisto è stata in grado di sconfiggere Wesna in un International Wildcard Dream Match.
È tornata in SHIMMER ai tapings del Volume 23 dove ha sconfitto la debuttante Kellie Skater dall'Australia. Più tardi nella serata comunque ha perso un rematch contro Wesna dopo un'interferenza da parte della sua Manager Annie Social. È tornata vincitrice sconfiggendo Amber O'Neal nel Volume 25 ma ha perso la sua possibilità di diventare SHIMMER Champion contro MsChif nel Volume 26. Nel Volume 27 ha avuto un numero 1 Contender's Match con Amazing Kong ma entrambe sono state contate fuori quindi entrambe sono state dichiarate numero 1 Contenders. Come parte del Main Event del Volume 28 LuFisto ha perso un Three Way Match ad eliminazione con Amazing Kong e l'eventuale vincitrice MsChif.

### nCw Femmes Fatales (2009 - oggi)
All'inizio del giugno 2009 è stata annunciata la nascita di una nuova promotion tutta al femminile in Canada, amministrata da LuFisto e Stephane Bruyere, l'ex booker della ALF. Il 5 settembre LuFisto ha sconfitto Cheerleader Melissa nel Main Event dello show d'inaugurazione della promotion, portando il loro record in competizione singola sull'1-1. Dopo il match Sara Del Rey ha brutalmente attaccato LuFisto. Le due dovevano incontrarsi nel secondo show il 6 febbraio 2010. Comunque Del Rey non è potuta presentarsi avendo già i tapings della Ring of Honor lo stesso giorno e quando la sua sostituta, Ayako Hamada, non si è presentata all'evento, LuFisto ha deciso di lottare con Cat Power. La Power ha sconfitto LuFisto per squalifica, dopo che l'arbitro ha sorpreso LuFisto con una sedia tra le mani, lanciatagli poco prima da Cat alle spalle dell'arbitro. Più tardi quella sera il team di LuFisto e Cheerleader Melissa ha sconfitto Cat Power e Kalamity in un tag team match.
Il 17 aprile 2010 la Goulet ha sofferto un ictus, dopo un match per la NCW. LuFisto, che ha una storia di famiglia con problemi di cuore, ha dichiarato che avrebbe deciso se continuare o no la sua carriera dopo essere andata incontro ad alcuni test. LuFisto ha fatto il suo ritorno sul quadrato il 5 giugno sconfiggendo Sara Del Rey nel primo round del torneo per determinare la prima NCW Femmes Fatales Champion. Nel quarto show ha poi lottato e vinto contro Kalamity nell'Opening Match dello show per sottomissione avanzando così alle finali del torneo contro Portia Perez. Il 23 ottobre 2010, nel Main Event del quarto show, LuFisto ha sconfitto Portia Perez con un Burning Hammer diventando così la prima nCw Femmes Fatales Champion della storia. Pochi attimi dopo è stato annunciato che LuFisto avrebbe difeso il titolo il 12 marzo 2011 in un match con la leggendaria Ayako Hamada che farà così il suo debutto per la promotion. LuFisto ha difeso con successo il suo titolo per la prima volta contro Mary Lee Rose il 20 novembre 2010 in un match per la GEW. Una settimana dopo lo ha poi difeso contro Sweet Cherrie con il suo Konnichiwa-Godnight in un match arbitrato da Missy per la MWF. Tra il 17 e il 19 dicembre 2010 LuFisto ha difeso la cintura per tre volte di fila rispettivamente contro Mary Lee Rose in ICW, Sweet Cherrie nella GEW e sempre Sweet Cherrie nella CRW. Nello show nCw "Full Blast" dell'8 gennaio 2011 LuFisto ha fatto coppia con Sweet Cherrie sconfiggendo il team di Kalamity e Angie Skye. Successivamente è stato confermato un match per nCw "PowerPlay" del 22 gennaio dove LuFisto ha difeso con successo la cintura contro Kalamity in un Match of the Year Candidate e ha debuttato una nuova mossa finale, il "Mangalizer". Successivamente ha sconfitto nuovamente Kalamity, il 12 febbraio 2011, in GEW mantenendo il titolo per la 7ª volta. Il 12 marzo 2011, in un First Time Ever, LuFisto ha lottato e sconfitto Ayako Hamada con il Burning Hammer nel Main Event del 5º Show nCw Femmes Fatales mantenendo il titolo per l'8ª volta. Il 16 aprile 2011, all'evento GEW Spring War, LuFisto ha fatto coppia con Travor Blair in un Mixed Tag Team Match che ha perso contro Kalamity e Mitch Thompson e di conseguenza Kalamity ha avuto diritto ad un altro Title Match per l'11 giugno dello stesso anno. La settimana successiva LuFisto ha lottato e sconfitto La Parfaite Caroline nella JCW mantenendo la cintura per la 9ª volta. Nonostante la sconfitta è stato accordato poi a La Parfaite Caroline un rematch che si terrà nel sesto show della nCw FF.

## In wrestling
- Finishing moves
  - Diving Star[1] (Swan dive headbutt)[22]
  - Burning Hammer[22] (Inverted Death Valley driver)
  - Konnichiwa-Goodnite[23] / LuFisto's Law[24] (Rear naked choke)
  - Emerald Flowsion[22] (Sitout side powerslam)
- Signature moves
  - Cradle DDT
  - Death Valley driver
  - Diving hurricanrana
  - Facewash[1]
  - German suplex[1]
  - High angle belly to back suplex
  - Multiple stomps[1]
  - Northern lights suplex[1]
  - Rapid knife edge chops to the chest of an opponent in the corner
  - Rolling sole kick
  - Mickinoku driver II
  - Stiff forearm strikes[1]
  - Stiff kicks[1]
  - Suicide dive[1]
- Nicknames
  - "First Lady of Hardcore"[1]
  - "Missionary of Violence"
  - "Super Hardcore Anime"
- Entrance themes
  - "We Die Young" by Alice in Chains
  - "Let's Go All The Way" by Insane Clown Posse
  - "Miss Murder" by AFI
  - "Sold Me" by Seether
  - "Cutie Honey theme song" by Les-5-4-3-2-1
  - "Ka-boom Ka-boom" by Marilyn Manson
  - "Time for People" by Atomship

## Palmarès
- All-Star Wrestling
  - ASW Canadian Championship (1 time)[1]
- Association de Lutte Féminine
  - ALF Championship (1 time)
  - Sherri Memorial Cup Tournament (2007) – with El Generico
  - ALF Quebec Female Wrestling Hall of Fame
- Combat Zone Wrestling
  - CZW Iron Man Championship (1 time)[25]
  - CZW Best of the Best People's Choice (2008)
- Evolution of Wrestling
  - Super 8 Women Tournament Championship (2005)[1]
- Independent Wrestling Association Mid-South
  - IWA Mid-South Queen of the Deathmatch tournament (2007)[26]
- Inter-Championship Wrestling
  - ICW Olympic Championship (1 time, current)
  - ICW Provincial Championship (2 times)[1]
  - ICW Tag Team Championship (2 times) – with Sexy Julie and Mr. Saturday Night[1]
  - Queen Of The Deathmatches Tournament (2007)
- Lucha Libre Feminil
  - LLF Extreme Championship (1 time)[1]
- NCW Femmes Fatales
  - nCw Femmes Fatales Championship, (1 volta, attuale, prima)
- Pro Wrestling Illustrated
  - PWI ranked her #30 of the best 50 female singles wrestlers in the PWI Female Top 50 in 2009[27]
- Slam Angels Wrestling
  - SAW World Championship (1 time)[1]
- Stranglehold Wrestling
  - King of the Deathmatches (2006)
- Ultimate Wrestling Alliance
  - UWA Cruiserweight Championship (1 time)[1]